# Bataille du golfe de Syrte
Pour les articles homonymes, voir bataille de Syrte.
Guerre civile libyenne
Batailles
- 1re Benghazi
- El Beïda
- Derna
- 1re Tripoli
- Misrata
- 1re Zaouïa
- Djebel Nefoussa (1re Dehiba
- 2e Dehiba
- Gharyan)
- 1re Brega
- 1re Ras Lanouf
- 1re Ben Jawad
- 2e Ras Lanouf
- 2e Brega
- 1re Ajdabiya
- 2e Benghazi
- 2e Ajdabiya
- 1re golfe de Syrte
- 3e Brega
- Al Jawf
- Front de Misrata (Zliten
- Tawarga
- 2e Zaouïa
- 4e Brega
- Fezzan
- Birak)
- 5e Brega
- 3e Zaouïa
- 2e Tripoli
- 2e Sebha
- 2e golfe de Syrte (Syrte)
- Offensive de Bani Walid (Tarhounah - Bani Walid)

- Intervention militaire de l’OTAN
- Opération Ellamy (Royaume-Uni)
- Opération Harmattan (France)
- Opération Odyssey Dawn (États-Unis)
- Opération Mobile (Canada)

La bataille du golfe de Syrte est un affrontement de la guerre civile libyenne du 26 mars au 1er avril 2011.

## Déroulement

### Offensive des rebelles
Le 26 mars au matin, les insurgés, avec le soutien des bombardements aériens de la coalition internationale, reprennent la ville d'Ajdabiya : jusqu'au 25, les insurgés tenaient le centre-ville de cette dernière ; après les frappes aériennes, les insurgés ont réussi à prendre le contrôle de sa porte est le 25 au soir, puis de sa porte ouest le 26 à l'aube. Après de durs combats les rebelles reprennent Marsa El Brega à l'aube. Le 27 mars malgré une forte résistance des forces fidèles à Kadhafi les rebelles reprennent Ras Lanouf. Les frappes aériennes de la coalition continue d'appuyer l'offensive rebelle. Ben Jawad est reprise le même jour. Le 28 mars, ils continuent leur progression et s'emparent de la ville de Nofilia. Les rebelles ne sont plus qu'a 150 km à l'est de Syrte, ville natale de Mouammar Kadhafi.Mouammar Kadhafi demande à son fils Saïf al-Islam Kadhafi de préparer la contre-offensive, pendant ce temps Abou Bakr Younès Jaber prépare la défense de Syrte; il reçoit d'ailleurs le renfort de 500 hommes.

### Contre-offensive des loyalistes
Le 29 mars les insurgés reculent à cause d'une contre-offensive menée par Saïf al-Islam Kadhafi lui-même. Les rebelles d'Omar El-Hariril se replient en bon ordre sur Ben Jawad. Le 30 mars Ras Lanouf est reprise après de très durs combats. Les troupes de Saïf al-Islam Kadhafi se mêlent à des civils pour ne pas être bombardées par la coalition. Le 31 mars, profitant de leur supériorité militaire sur des insurgés mal armés et après être repassées en Cyrénaïque, les troupes de Kadhafi aidées par des mercenaires tchadiens pilonnent à l'arme lourde la ville de Marsa El Brega.

### Enlisement du conflit autour de Brega
Le 1er avril les insurgés et les loyalistes s'affrontent dans de très rudes combats faisant près de 400 morts. Au matin les insurgés occupaient encore une grande partie de la ville dont le terminal pétrolier grâce à la victoire acquise lors de la première bataille de Brega. Le soir les rebelles se retirent. Ils vont tenter de reprendre la ville lors de la troisième bataille de Brega.